# Aéroport de Palu-Mutiara
L'aéroport de Mutiara (code IATA : PLW • code OACI : WAFF) est un aéroport basé à Palu, la capitale de la province indonésienne de Sulawesi central.

## Histoire
L'aéroport fut construit dans les années 1960 sous le nom d'aéroport de Mutiara, avant de changer son nom en Mutiara Al-Jufri en 2014 d'après un héros national. Le 28 septembre 2018, l'aéroport de Mutiara Al-Jufrie a subi de graves dommages lors du Séisme de 2018 à Célèbes et a été contraint de fermer après que de grandes fissures, dont l'une de 500 mètres de long, se soient formées dans la piste.

## Compagnies et destinations
| Compagnies       | Destinations                                  |
| ---------------- | --------------------------------------------- |
| Batik Air        | Djakarta-S.-Hatta                             |
| Citilink         | Djakarta-S.-Hatta, Makassar-Sultan-Hasanuddin |
| Garuda Indonesia | Djakarta-S.-Hatta, Makassar-Sultan-Hasanuddin |
| Lion Air         | Makassar-Sultan-Hasanuddin                    |
| Wings Air        | Balikpapan-Sultan-A.-M.-Sulaiman              |
| Wings Air        | Luwuk                                         |

## Situation
| Banda Aceh Denpasar Pangkal · Pinang Tanjung · Pandan Djakarta-Soekarno-Hatta Bengkulu Solo Semarang Pangkalan · Bun Palangkaraya Sampit Palu Djakarta-Halim Perdanakusuma Samarinda Malang Surabaya Balikpapan Ende Kupang Komodo Gorontalo Jambi Bandar Lampung Ambon Tarakan Ternate Manado Gunung · Sitoli Medan Wamena Biak Merauke Timika Jayapura Pekanbaru Batam Tanjung · Pinang Bau-Bau Banjarmasin Makassar Palembang Bandung Pontianak Ketapang Bima Lombok Manokwari Sorong Padang Yogyakarta |